# Zachary Brino
Zachary Brino est un acteur américain né le 21 septembre 1998 à Woodland Hills en Californie.
Il est le frère de Nikolas Brino, Myrinda Brino et Lorenzo Brino. Ce sont des quadruplés.

## Filmographie
- 1999-2001 : Sept à la maison (Sam et David Camden)
- 2007 : What About Brian (Bobby)